# Mydriasis
Mydriasis er et betegnelsen for udvidede pupiller, der ofte er tegn på indtagelse af stoffer. Ved øjenundersøgelser bruges stoffet atropin (Bella donna), der er en Muscarin receptor antagonist (non-selektiv kompetitivt virkende), til at udvide pupillerne med. 

## Stoffer
Stoffer som kan medføre mydriasis er f.eks. MDMA, kokain, amfetamin samt størstedelen af psykedelika (såsom LSD og 2C-B). Det kan også skyldes smertestillende medicin.